# Бірюкова Єлизавета Михайлівна
Єлизаве́та Миха́йлівна Бірюко́ва (1889 , Ровеньки, Таганрозький округ, Область Війська Донського, Російська імперія  — невідомо ) — український державний діяч. Депутат Верховної Ради УРСР першого скликання (1938—1947). Заслужений вчитель УРСР (1941).

## Біографія
Народилася 1889 року в багатодітній родині селянина-незаможника в місті Ровеньки, нині Луганська область, Україна. 1905 року закінчила навчання в сільській школі. 1907 року екстерном склада іспити в Таганрозькій чоловічій гімназії та отримала звання вчителя початкової школи.
У 1907—1916 роках — вчитель, завідувач початкової школи в селах Платонівка, Медвежанка, Андріївка, Шарапкино Таганрозького округу.
З 1916 по 1942 рік — в органах народної освіти міста Ровеньки: вчитель, завідувач райвно, методист-інспектор райвно, директор середньої школи № 2.
1935 року закінчила Ворошиловградський педагогічний інститут, набула спеціальність вчителя математики середньої школи.
26 червня 1938 року була обрана депутатом Верховної Ради УРСР першого скликання по Ровеньківській виборчій окрузі № 304 Ворошиловградської області.
Член ВКП(б) з 1939 року.
У липні 1942 року евакуйована до Казахської РСР, де працювала вчителем у школі.
У жовтні 1943 року повернулася до Ворошиловградської області. Станом на 1945 рік — директор Ворошиловградського обласного інституту вдосконалення вчителів.

## Нагороди
- Заслужений вчитель УРСР (1941).
- Почесна грамота Президії Верховної Ради УРСР.